# Beau Séjour
Beau Séjour est une série télévisée belge néerlandophone créée par Nathalie Basteyns et Kaat Beels, diffusée depuis le 1er janvier 2017 sur Één en Flandre et depuis le 2 mars 2017 sur Arte en France, Belgique francophone et en Allemagne. La série est distribuée au niveau international par Netflix depuis le 16 mars 2017.

## Fiche technique
- Titre original et français : Beau Séjour
- Création : Nathalie Basteyns, Kaat Beels, Bert Van Dael, Sanne Nuyens
- Réalisation : Nathalie Basteyns, Kaat Beel
- Scénario : Bert Van Dael, Sanne Nuyens, Benjamin Sprengers
- Musique : Jeroen Swinnen
- Production : Marijke Wouters, Saskia Verboven, Pieter Van Huyck
- Sociétés de production : De Mensen
- Pays d'origine :  Belgique
- Langue originale : néerlandais
- Genre : Drame, Fantastique
- Nombre de saisons : 2
- Nombre d'épisodes : 20
- Durée : 50 minutes
- Dates de première diffusion :
  - Flandre, Bruxelles-Capitale : du 1er janvier 2017 au 5 mars 2017 sur Één
  - Allemagne, Wallonie, France : 2 mars 2017 au 30 mars 2017 sur Arte
  -  International : depuis le 16 mars 2017 sur Netflix

## Saison 1

### Synopsis

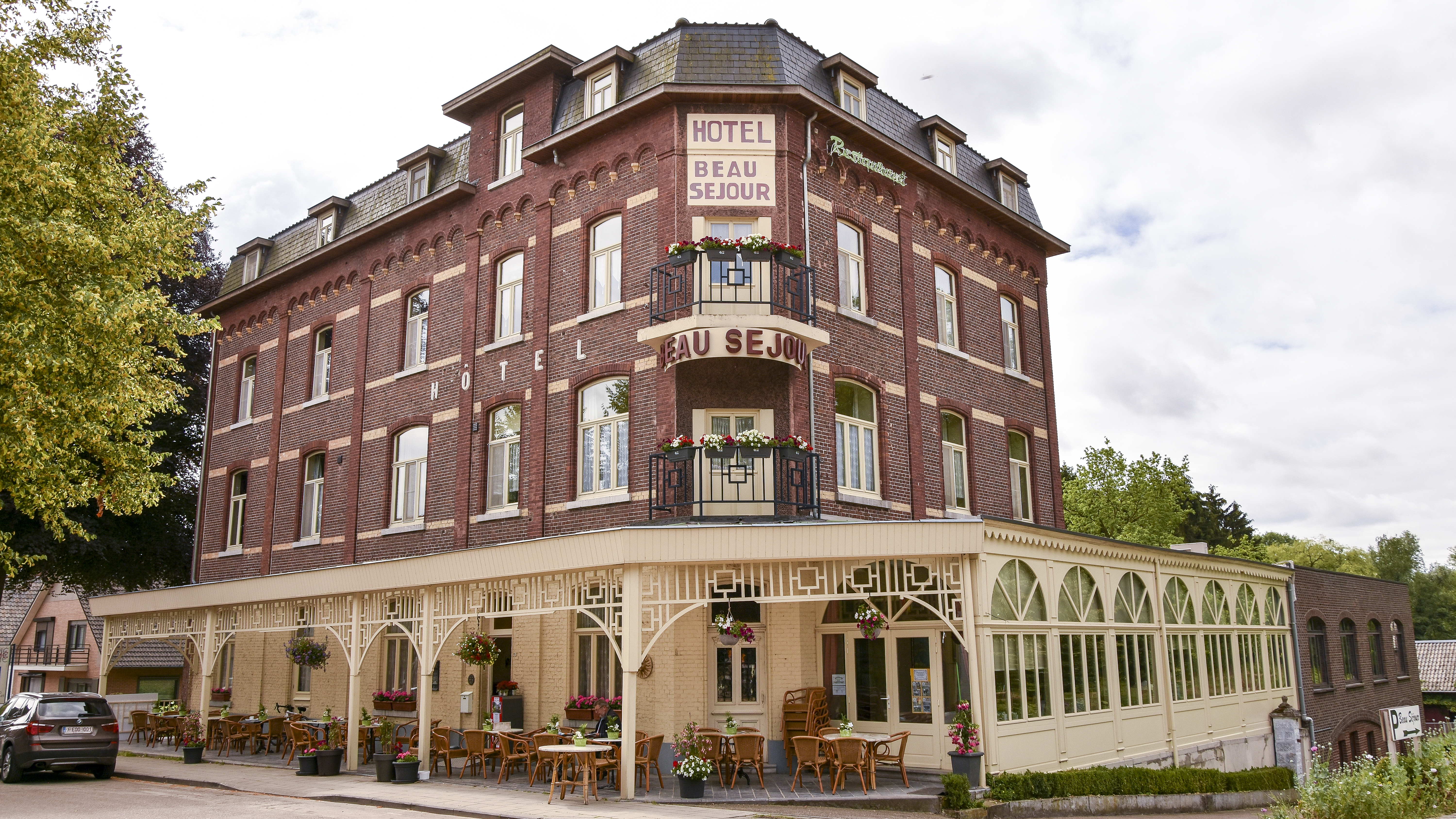
Hôtel Beau Séjour.

Kato se réveille couverte de sang dans la chambre 108 de l'hôtel Beau Séjour à Dilsen-Stokkem, elle n'a aucun souvenir de la nuit passée. Elle y découvre dans la baignoire son corps inerte et réalise qu'elle a été assassinée. Elle commence à enquêter sur sa propre mort. Cependant personne ne peut la voir, ni l'entendre… à l'exception de certaines personnes. Or, la mère de Leon, le petit ami de Kato, est justement la tenancière de l'hôtel, tandis que son oncle, Alexander Vinken, est policier, et le couple est bien décidé à faire disparaître le moindre indice…

### Distribution
- Lynn Van Royen (VF : Nastassja Girard) : Kato Hoeven
- Inge Paulussen (VF : Sybille Tureau) : Kristel Brouwers, la mère de Kato
- Jan Hammenecker (VF : Nicolas Marié) : Marcus Otten, le beau-père de Kato
- Kris Cuppens (VF : Emmanuel Gradi) : Luc Hoeven, le père de Kato
- Johan Van Assche (VF : Bernard Alane) : Alexander Vinken, commissaire de police
- Katrin Lohmann (VF : Laurence Dourlens) : Marion Schneider
- Mieke De Groote (VF : Anne Plumet) : Dora Plettinckx
- Roel Vanderstukken (VF : Guillaume Bourboulon) : Bart Blom, policier
- Joren Seldeslachts (VF : Adrien Larmande) : Charlie Vinken
- Joke Emmers (VF : Barbara Kelsch) : Ines Anthoni
- Charlotte Timmers : Sofia Otten, la demi-sœur de Kato
- Guus Bullen (VF : Benjamin Bollen) : Cyril Otten, le demi-frère de Kato
- Tiny Bertels (VF : Véronique Desmadryl) : Hild Jacobs
- Reinhilde Decleir (VF : Cathy Cerda) : Renée Brouwers, la grand-mère de Kato
- Barbara Sarafian : Melanie Engelenhof
- Maarten Nulens : Leon Vinken
- Tom Jansen (VF : Paul Borne) : Hannes Vanderkerk
- Renée Fokker (VF : Nathalie Bleynie) : Beate Schneider
- Jakob Beks : le juge d'instruction Vercammen
- Dirk Hendrikx : Jefke
- Max Pauwels : Gianni
- Apostolos Tsanaktsidis : Kenny

### Tournage
La série a été tournée dans la région de Tongres dans la province de Limbourg.

### Distinctions
- Festival Séries Mania : Prix du public 2016[3]
- Festival Polar de Cognac : POLAR 2017 de la Meilleure Série Internationale de Télévision

### Audience
Audience pour la Belgique néerlandophone
| Épisode | Diffusion        | Téléspectateurs en direct | PDM en direct | Direct + rattrapage (6 jours) |
| ------- | ---------------- | ------------------------- | ------------- | ----------------------------- |
| 1       | 1er janvier 2017 | 1 045 743                 | 44,9 %        | 1 356 524                     |
| 2       | 8 janvier 2017   | 1 266 894                 | 51,4 %        | 1 536 205                     |
| 3       | 15 janvier 2017  | 1 255 094                 | 46,6 %        | 1 527 896                     |
| 4       | 22 janvier 2017  | 1 171 277                 | 45,9 %        | 1 430 276                     |
| 5       | 29 janvier 2017  | 1 269 683                 | 51,1 %        | 1 501 604                     |
| 6       | 5 février 2017   | 1 224 566                 | 48,5 %        | 1 513 590                     |
| 7       | 12 février 2017  | 1 205 289                 | 48,2 %        | 1 432 589                     |
| 8       | 19 février 2017  | 1 237 870                 | 48,4 %        | 1 412 346                     |
| 9       | 26 février 2017  | 1 145 927                 | 47,1 %        | 1 402 386                     |
| 10      | 5 mars 2017      | 1 273 247                 | 49,2 %        |                               |

## Saison 2:Beau Rivage

### Synopsis
Un marin, Maurice Teirlinck, se voit pendu au mât de son voilier en pleine tempête. Il se rend compte qu'il est mort. Peu après, alors qu'il a recueilli son petit-fils Jasper, on retrouve le corps sans vie de l'enfant. Maurice va essayer de découvrir les circonstances réelles de sa mort et de celle de son petit-fils.

### Distribution
- Gene Bervoets : Maurice Teirlinck
- Lize Feryn : Alice Teirlinck (fille benjamine de Maurice)
- Greet Verstraete : Britt Teirlinck (fille cadette de Maurice)
- Katelijne Verbeke : Bea Teirlinck (ex-femme de Maurice)
- Emilie De Roo : Esther Teirlinck (fille aînée de Maurice)
- Titus De Voogdt : Vinnie Scheepers (policier et ami de la famille Teirlinck)
- Janne Desmet : Mira Declerck (inspectrice de police)
- Lennard Corne : Jasper Greeve (petit-fils de Maurice et fils de Britt)
- Tom Vermeir : Joachim Claes (mari d'Esther, amant de Britt)
- Hilde Uitterlinden : Micheline Teirlinck (mère de Maurice)
- Sam Louwyck : Guy Greeve (père d'Erik et grand-père de Jasper)
- Jack Wouterse : Tille Vanderwal (compagnon de Bea)
- Louis Talpe : Nicholas Moens (compagnon de Vinnie)
- Alessia Sartor : Lola Claes (fille de Joachim et Esther)
- Lennert Lefever : Simon Claes (fils de Joachim et Esther)
- Kasper Vandenberghe : Erik Greeve (mari défunt de Britt)
- Charlie Chan Dagelet : Yasmine Amani (compagne d'Alice)

### Épisodes
Les épisodes sont diffusés sur Arte du 9 juin 2022 au 13 juillet 2022, sans titre.
1. De storm (31 janvier 2021)
2. De video (7 février 2021)
3. Opie (14 février 2021)
4. Het kampvuur (21 février 2021)
5. Het bootje (28 février 2021)
6. Het ongeluk (7 mars 2021)
7. Het artikel (14 mars 2021)
8. Het bedrog (21 mars 2021)
9. Een tweede kans (28 mars 2021)
10. Het verraad (4 avril 2021)

### Tournage
Beau Rivage se déroule à Zeebruges.

### Traduction
- (nl) Cet article est partiellement ou en totalité issu de l’article de Wikipédia en néerlandais intitulé « Beau Séjour » (voir la liste des auteurs).